# Еманжелинка
Еманжели́нка — река в России, протекает по Еманжелинскому и Еткульскому районам Челябинской области. Впадает в озеро Большой Сарыкуль. Длина реки составляет 20 км.

## Населённые пункты
- Еманжелинка
- Еманжелинск

## Данные водного реестра
По данным государственного водного реестра России относится к Иртышскому бассейновому округу, водохозяйственный участок реки — Миасс от города Челябинск и до устья, речной подбассейн реки — Тобол. Речной бассейн реки — Иртыш.
Код объекта в государственном водном реестре — 14010501012111200001355.